# 신기석
신기석(申基碩, 1908년 5월 6일 ~ 1989년 2월 2일)은 일제강점기에 만주국 관리를 지낸 대한민국의 정치학자이자 교육인, 정치인이다. 호는 지양(芝陽)이다. 본관은 평산이다.

## 생애
경상북도 안동군 출신으로 대구고등보통학교와 경성제국대학을 졸업했다. 1933년에 경성제대 법학과를 졸업한 뒤 약 4년 동안 모교 법문학부 연구실에서 조수로 근무하였다.
이후 만주고등문관시험 행정과에 합격하여 만주국 관리가 되었다. 신기석은 국문원 산업부 개척총국 척간처 사무관으로 임명되어 만주에서 조선인을 지도하는 직책을 맡았다. 《반도사화와 낙토만주》(1943)에 〈눈강지구의 조선개척민 선유대〉를 기고하는 등 일본의 만주 침략과 조선인 이주 정책에 따른 이론적 발판을 마련하는 글을 발표하기도 했다.
태평양 전쟁 종전 후 학계로 돌아와 연세대학교, 서울대학교 등에서 교수로 재직하였고, 고려대학교 법정대학 학장과 중앙대학교 법대 학장을 역임하였다. 1953년에는 대한민국학술원 회원에 선임되었고, 1961년 5·16 군사정변 직후에는 국가재건최고회의 자문위원에 추대되었다.
1963년 부산대학교 총장, 1968년 영남대학교 초대 총장을 역임하였다. 10월 유신 성립 후인 1973년에는 부산에서 출마하며 제9대 국회의원에 당선되면서 정계에도 본격적으로 진출했다. 민주공화당 국토통일위원장과 10·26 사건 이후 1980년에 조직된 헌법개정심의위원회 위원 등을 맡았다.
대한국제법학회 이사와 한국국제정치학회 회장을 지냈으며, 1981년에는 학교법인 선인학원의 이사장에 취임하였다. 1968년 대한민국학술원상, 1972년 국민훈장 모란장과 황조근정훈장을 받았다. 주요 저서로 《동양외교사》, 《근대외교사》, 《한말외교사 연구》, 《북정일기》 등이 있다.
간도 문제 전문가이며 대표적인 민족주의, 반공주의 성향의 학자인 신기석이 만주국 관리였고 만주국 건국 이념을 학문적으로 뒷받침했다는 사실은 잘 알려져 있지 않았다. 2008년 민족문제연구소는 친일인명사전 편찬을 위해 발표한 친일인명사전 수록예정자 명단 해외 부문에 신기석을 포함시켰다. 2009년 친일반민족행위진상규명위원회가 발표한 친일반민족행위 705인 명단에도 포함되었다.

## 역대 선거 결과
|  | 21.22% |

|  | 21.65% |

|  | 25.95% |

## 참고 자료
- 신기석(申基碩) - 한국학중앙연구원
- 신기석(申基碩) - 국사편찬위원회
- 신기석 - 대한민국학술원